# Hámun-tó
A Hámun-tó (újperzsa nyelven: دریاچه هامون) a Szisztán és Beludzsisztán tartományban, 500 m  tengerszint feletti magasságban található. Időszakos vízfolyások táplálják, a legfontosabb a  Hazaran-hegységben eredő Halil folyó és a Hindukusból lefolyó Helmand. A lehullott csapadéktól függ a tó mérete, ami elérheti az 1 600 km² -t is.

## Fordítás
- Ez a szócikk részben vagy egészben  a   Hamun-See című német Wikipédia-szócikk fordításán alapul.  Az eredeti cikk szerkesztőit annak laptörténete sorolja fel. Ez a jelzés csupán a megfogalmazás eredetét és a szerzői jogokat jelzi, nem szolgál a cikkben szereplő információk forrásmegjelöléseként.